# Сентандрејско острво
Сентандрејско острво (мађ. Szentendrei-sziget) ријечно је острво у ријеци Дунав, између Дунавског лука и Будимпеште у Мађарској. Острво је окружено сентандрејском граном Дунава на западу и главном граном Дунава на истоку. Дуго је 31 километар, а захвата површину од 56 километара квадратних. Острво чини дио Сентандрејског дистрикта у жупанији Пешта.
Међери мост у Будимпешти, који чини дио будимпештанске обилазнице аутопута М0, прелази јужни дио острва, али са њега нема приступа острвској путној мрежи. Острво је са копном повезано мостом Тилди који се налази на сентандрејској грани Дунава. Такође постоји велики број трајеката, како преко сентандрејске, тако и преко главне гране Дунава.
На острву се налази неколико села. Поред пољопривредног земљишта, воћњака и винограда, најважнија улога острва је снабдијевање Будимпеште и околних градова водом.